# Côte de Sprimont
De Côte de Sprimont (of Côte du Hornay) is een helling in de gemeente Sprimont, in de Belgische provincie Luik. De beklimming begint in het centrum van Sprimont en gaat via de N30, die plaatselijk Rue Fond Leval en Thier du Hornay heet, naar het gehucht Hornay. De klim is 1300 meter lang en kent een geleidelijk stijgingspercentage van 5,4 procent, met een maximum van 8 procent.
De Côte de Sprimont is vaak opgenomen in de finale van de wielerklassieker Luik-Bastenaken-Luik, op zo'n 30 kilometer voor de finish, maar werd niet altijd gecategoriseerd als beklimming. De klim volgde tot 2022 steevast na de zuidelijker gelegen La Redoute en erna werd de Côte des Forges, Côte du Sart-Tilman of de Roche-aux-Faucons beklommen in de richting van Luik.
Côte de Saint-Roch · Col de Haussire · Côte de Mont-le-Soie · Côte de Wanne · Côte de Stockeu · Côte de la Haute-Levée · Côte du Rosier · Côte de la Redoute · Côte de Desnié · Côte des Forges · Côte de Cornemont · Côte de la Roche-aux-Faucons

Voormalige beklimmingen: Côte de Ny · Côte de la Roche-en-Ardenne · Côte de la Vecquée · Côte du Maquisard · Mont-Theux · Côte de Colonster · Côte de Sprimont · Côte du Sart-Tilman · Côte de Saint-Nicolas · Côte de la Rue Naniot · Ans